# André Chastel

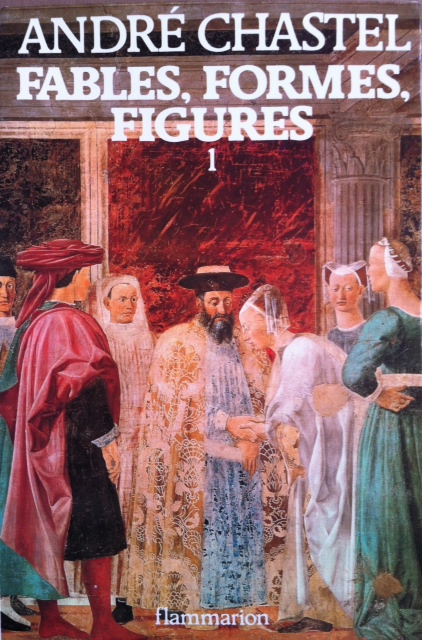
A. Chastel, "Fables, Formes, Figures", Paris, Flammarion, 1978

André Chastel, (París, 15 de noviembre de 1912 - Neuilly-sur-Seine, 18 de julio de 1990) fue un historiador del arte francés. Fue un gran especialista en el Renacimiento italiano, si bien estudió intensamente también el arte de Francia.

## Trayectoria
Chastel se inició en la historia del arte gracias a su trato con Henri Focillon. Se enamoró de Italia, así que, entusiasmado por las investigaciones iconológicas alemanas —de Aby Warburg, Fritz Saxl y Erwin Panofsky—, analizó el Renacimiento, su terreno favorito, con una mirada muy amplia sobre su disciplina. 
Fue profesor de Historia del Arte en la Sorbona. Más tarde, Chastel alcanzó una posición eminente, al ser elegido por el Colegio de Francia para hablar anualmente en una cátedra de arte y civilización del Renacimiento italiano. Estuvo catorce años, hasta su retiro, en esta institución: entre  1970 y 1984. Fue elegido miembro de la l'Académie des inscriptions et belles-lettres en 1975.
Con Chastel cabe afirmar que se renueva la idea de Historia cultural (Kulturgeschichte), inaugurada por Jacob Burckhardt, según la cual el arte se manifiesta como un hecho revelador de las civilizaciones. Es uno de los historiadores del arte más importantes del siglo XX, y ha escrito tanto desde una amplia perspectiva filosófica (por ejemplo, en Marsile Ficin et l'art), como histórica (así, en su monografía El saco de Roma).
Es famosa su L'Âge de l'humanisme, elaborada con el historiador Robert Klein. Por otro lado, su amplia Histoire de l'art français, 1992-1996, es un clásico. Chastel ha sido traducido abundantemente al castellano.

## Formación y años de guerra
Admitido en la École normale supérieure en 1933, André Chastel siguió los cursos de Henri Focillon en la Sorbona y se convirtió en agrégé de lettres en 1937. A través de Hugo Buchthal y Jean Seznec, frecuentó a los investigadores del Instituto Warburg de Londres y fue influenciado por la obra de Fritz Saxl y la iconología de Erwin Panofsky.
Primero profesor de secundaria (Le Havre), fue movilizado en 1939 como teniente, hecho prisionero e internado en el Oflag III C en Lübben-Spreewald. Liberado en febrero de 1942, regresó a la educación secundaria, destinado a París (Lycée Voltaire, 1942-1944), Chartres (Lycée Marceau, 1944-1945), Saint-Maur-des-Fossés (Lycée Marcelin-Berthelot, 1948-1949), luego a París nuevamente (Lycée Carnot, 1949-1951). En el verano de 1942, fue el encargado de hacer un inventario del estudio del pintor Édouard Vuillard.

## Años de plenitud

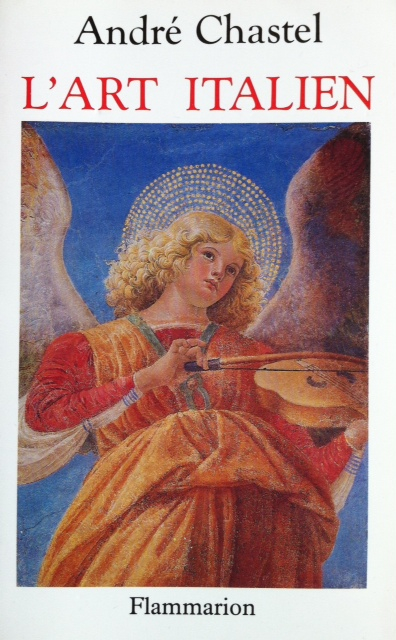
A. Chastel, "L'art italien", Paris, Flammarion, 1982 (1re éd., Paris, Larousse, 1956)

Nombrado asistente en el Instituto de Arte y Arqueología de la Sorbona de 1945 a 1948, en 1950 defendió una tesis doctoral en letras, bajo la dirección del historiador Augustin Renaudet, titulada “Arte y humanismo en Florencia en la época de Lorenzo el Magnífico. Estudio sobre el humanismo renacentista y neoplatónico”, publicada en 1959 y reeditado varias veces.
Fue elegido director de estudios de la Ecole Pratique des Hautes Etudes (EPHE), donde sucedió a Augustin Renaudet, de 1951 a 1978. También fue elegido profesor en el Instituto de Arte y Arqueología de la Sorbona en julio de 1955, sucediendo a Pierre Lavedan. Se convirtió en profesor en el Collège de France, titular de la cátedra Arte y Civilización del Renacimiento en Italia4 de 1970 a 1984. Fue elegido miembro de la Académie des inscriptions et belles-lettres en 1975. En 1979, fue nombrado por la asamblea de profesores del Collège de France para incorporarse a la junta directiva de la Fondation Hugot del Collège de France, donde permaneció hasta diciembre de 1985.
Cercano a André Malraux en la época en que estaba a cargo del Ministerio de Asuntos Culturales, André Chastel fue el origen, con el historiador Marcel Aubert, de la creación del Inventario General de Monumentos y Riquezas Artísticas de Francia, 4 de marzo de 1964. Fue vicepresidente de la Comisión Nacional encargada del Inventario de 1964 a 1974, luego presidente tras la muerte de Julien Cain (1974-1984). Bajo la presidencia de François Mitterrand, hizo campaña por la creación de un instituto de historia del arte siguiendo el modelo del Courtauld Institute de Londres, que tomó forma con la creación del Instituto Nacional de Historia del Arte, en 2001.
Colaborador del diario Le Monde, pero también de revistas como L'Œil o Médecine de France, André Chastel fundó tres revistas durante su carrera:
- L'Information d'histoire de l'art, 1957-1975 (destinada a difundir la labor investigadora de sus estudiantes);
- Art de France, 1961-1964 (con el librero Pierre Berès);
- Revue de l'art, creada en 1968 (revista científica francesa de referencia en la historia del arte).

Fue vicepresidente del Comité Internacional de Historia del Arte (CIHA) de 1969 a 1985 y presidente del Centro internazionale di studi di architettura Andrea Palladio (it) (CISA Palladio, Vicenza). Fue miembro de numerosas sociedades científicas y academias: Société des antiquaires de France (1959); Instituto Veneto delle Scienze, arti e lettere, Padua (1960); Accademia Toscana di Scienze e lettere la Colombaria, Florencia (1972); Accademia Ateneo Veneto (1974); Academia de Arcadia (1975); Academia Lyncean (1976); Accademia Olympica (1979).
Cercano a varios artistas de su generación, como Étienne Hajdu, André Masson y Nicolas de Staël, se interesó por el arte moderno y escribió sobre Édouard Vuillard, Nicolas de Staël, Léon Gischia y Sergio de Castro.

## Obras
- Léonard de Vinci par lui-même, Nagel, 1952
- Marsile Ficin et l'art, Ginebra, Droz, 1954, reed. 1996
- L'Art italien, 1956 (reed.: 1982, 1989, 1995). Trad.: El arte italiano, Akal, 1988.
- Godoy y la España  de Goya, Planeta, 1963.
- Botticelli, Silvana, Milan, 1957.
- Art et Humanisme à Florence au temps de Laurent le Magnifique, P.U.F, 1959, 1961, 1982. Trad.: Arte y humanismo en Florencia en tiempos de Lorenzo, Cátedra, 1982.
- L'Âge de l'humanisme, Bruselas, Éditions de la connaissance, 1963, con Robert Klein.  Trad. parcial: El humanismo, Salvat, 1971
- Le Grand Atelier d'Italie, 1460-1500, Gallimard, 1965
- Renaissance méridionale, 1460-1500, Gallimard, 1965.  Trad.: El Renacimiento meridional, Aguilar, 1965.
- Le Mythe de la Renaissance, 1420-1520, Ginebra, Skira, 1969.  Trad.: Mito del Renacimiento, Carroggio.
- La Crise de la Renaissance, 1520-1600, Ginebra, Skira, 1969. Trad.: Crisis del Renacimiento, Carroggio.
- Fables, formes, figures, Flammarion, 1978, 2 vols.
- L'image dans le miroir, Gallimard, 1980.
- Grotesque, l'Arpenteur, 1980. Trad.: El grutesco, Akal, 2000.
- Chronique de la peinture italienne à la Renaissance, 1250-1580, 1983
- Le sac de Rome, 1527, Gallimard, 1984. Trad.: El saco de Roma, 1527, Espasa, 1998.
- Le gest dans l'art à la Renaissance, 1987. Tr.: El gesto en el arte, Siruela, 2004.
- L'Illustre Incomprise, Mona Lisa, Gallimard, 1988.
- Histoire de l'art français, 1992-1996, 4 vols,
- La Pala ou le Retable italien des origines à 1500, 1993.
- La gloire de Raphaël ou le triomphe d’Éros, RMN, 1995.
- Giorgio Vasari, les Vies des meilleurs peintres sculpteurs et architectes, trad. y ed. comentada de Le Vite, dirigida por Chastel, París, Berger-Levrault, col. «Arts», 12 vols., 1981-1989. Reed. en Actes Sud, col. «Thesaurus», 2 vols., 2005.
- Renaissance Italienne 1460-1500, Quarto Gallimard, 1999. 300 documentos iconográficos de la edición original.
- Histoire du retable italien, des origines a 1500, Liana Levi, 2005.